# Mangan

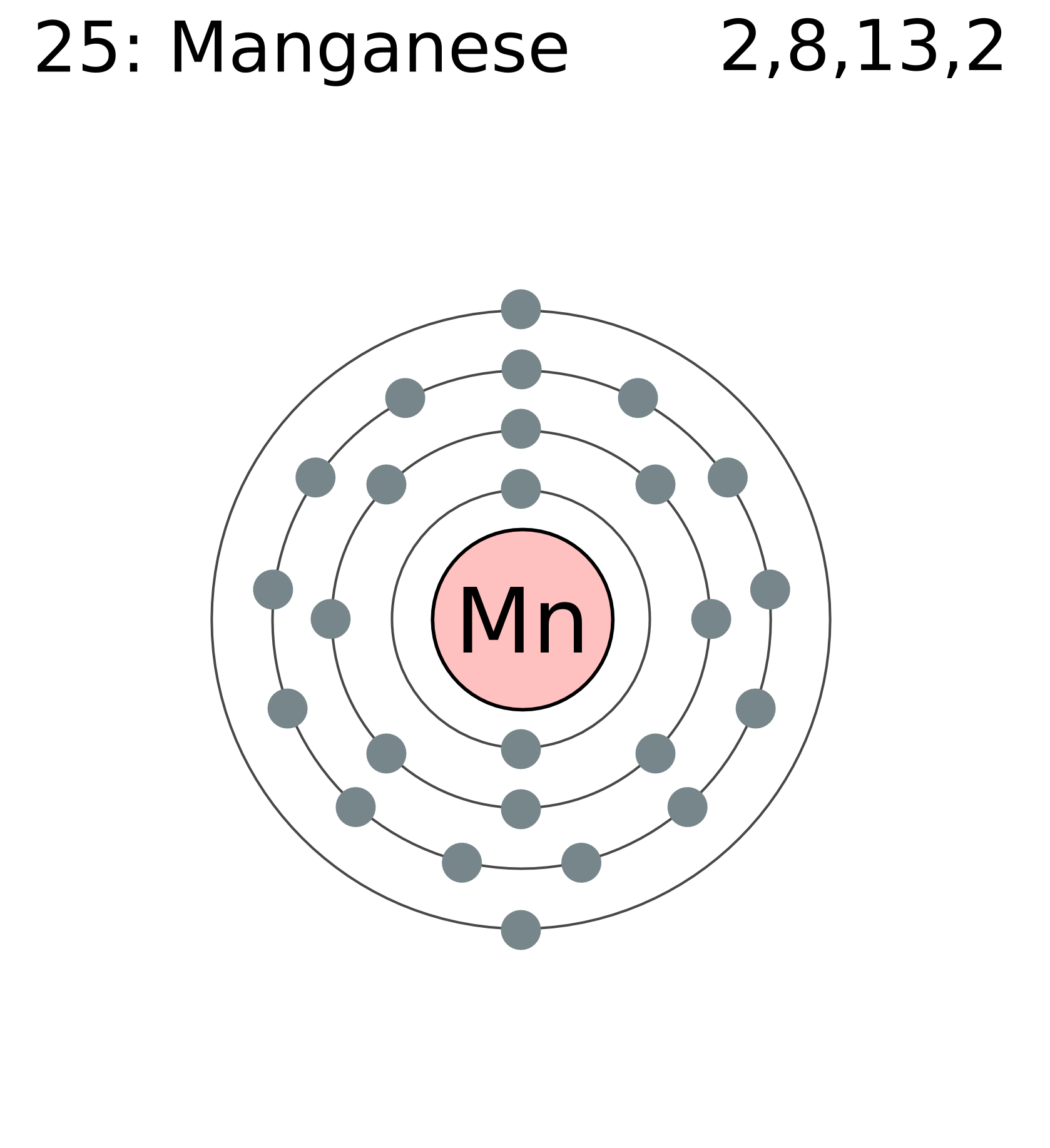
Structura atomică a manganului

Manganul este un element chimic cu simbolul Mn și numărul atomic 25. Este un metal alb-argintiu, asemănător fierului, care se găsește în stare liberă în natură (deseori în combinație cu fierul) și în mai multe minerale. Manganul liber este un metal mult folosit în industrie, mai ales ca element de aliere. Ionii de mangan au diverse culori și sunt folosiți în industrie ca pigmenți și ca oxidanți. De asemenea, ionii de mangan (II) apar drept cofactori pentru o serie de enzime.

## Istoric
Unii compuși ai manganului erau cunoscuți încă din preistorie. Au fost descoperite picturi vechi de 17000 de ani realizate cu pigmenți pe bază de bioxid de mangan.
Egiptenii și romanii foloseau compuși ai manganului la fabricarea sticlei, fie pentru a o colora, fie pentru a o decolora. De asemenea, în minereurile de fier folosite de spartani se găsea și mangan, iar unii cercetători susțin că duritatea excepțională a oțelurilor spartane se datorează realizării accidentale a unui aliaj fier-mangan.
În secolul 17, chimistul german Johann Glauber a obținut pentru prima oară permanganat, un reactiv chimic des utilizat după aceea. La mijlocul secolului 18, bioxidul de mangan se folosea la obținerea clorului (care rezulta prin reacția dintre bioxidul de mangan și acidul clorhidric sau dintre bioxidul de mangan și un amestec de acid sulfuric diluat și clorură de sodiu). Chimistul suedez Scheele a fost primul care a identificat manganul ca element chimic separat în 1774, iar colegul său, Johan Gottlieb Gahn a obținut în același an noul element în stare pură prin reducerea bioxidului de mangan cu carbon. La începutul secolului 19 au început cercetări privind folosirea manganului la obținerea de oțeluri. În 1816 s-a constatat că adăugarea de mangan la fier îl făcea mai dur, fără a-l face și mai fragil. În 1837 James Couper a descoperit o legătură între expunerea prelungită la mangan, în mine, și o formă a bolii Parkinson. În 1912, în SUA a fost brevetat procedeul de acoperire electrochimică a armelor de foc cu fosfat de mangan pentru protecția împotriva ruginii și a coroziunii.

### Etimologie
Originea numelui "mangan" este complexă. În Grecia Antică, existau două minerale negre din zona orașului Magnesia numite 'magnes', dar se considera că difereau ca sex. Magnes-ul masculin atrăgea fierul și este ceea ce se cunoaște astăzi sub denumirea de magnetit. Magnes-ul feminin, magnesia, nu atrăgea fierul, fiind folosit pentru decolorarea sticlei și este ceea ce se numește azi piroluzit, bioxid de mangan. În secolul al 16-lea se făcea o distincție între magnesia negra (piroluzitul) și magnesia alba, un alt minereu din zona Magnesiei (de fapt oxid de magneziu). Italianul Michele Mercati a transformat denumirea de magnesia negra în "manganesa" iar metalul izolat ulterior din ea a primit denumirea de mangan. Numele de magnesia a fost apoi folosit doar pentru magnesia alba și a dus la denumirea de "magneziu" pentru elementul izolat din ea.

## Structură atomică
Manganul are 25 de electroni și protoni și 30 de neutroni.

## Izotopi
În natură există un singur izotop stabil de mangan; 55Mn. Sunt cunoscuți 18 radioizotopi, cu mase atomice de la 46 unități atomice (46Mn) până la 65 unități atomice (65Mn). Cei mai stabili dintre aceștia sunt 53Mn cu un timp de înjumătățire de 3,7 milioane de ani, 54Mn cu un timp de înjumătățire de 312,3 zile și 52Mn cu un timp de înjumătățire de 5,591 zile. Toți ceilalți izotopi au timpi de înjumătățire mai scurți de 3 ore, iar majoritatea chiar mai scurți de 1 minut. De asemenea, elementul are 8 metastări. Principalul mod de dezintegrare a izotopilor dinaintea izotopului stabil 55Mn este captura de electroni, iar izotopii mai grei se descompun prin dezintegrare beta.

## Proprietăți

### Proprietăți fizice
Manganul este un metal dur și foarte fragil, paramagnetic, care se topește foarte greu, dar oxidează ușor.
Cele mai frecvente stări de oxidare ale manganului sunt +2, +3, +4, +6 și +7, deși au fost observate stări de oxidare de la -3 la +7, manganul fiind astfel elementul chimic cu cele mai multe stări de oxidare posibile  . Dintre acestea, cea mai stabilă este starea +2, majoritatea compușilor cunoscuți ai manganului conținând mangan (II). Deseori, Mn2+ concurează cu Mg2+ în sistemele biologice, în timp ce compușii de mangan în care manganul se află în starea de oxidare +7 sunt oxidanți puternici.
În contact cu aerul, manganul formează un strat de oxid protector.
Manganul se dizolvă ușor în acid sulfuric diluat.
Manganul face parte din grupa elementelor care se presupune că sunt generate în stelele masive cu puțin înainte de exploziile de tip supernovă.

## Compușii elementului

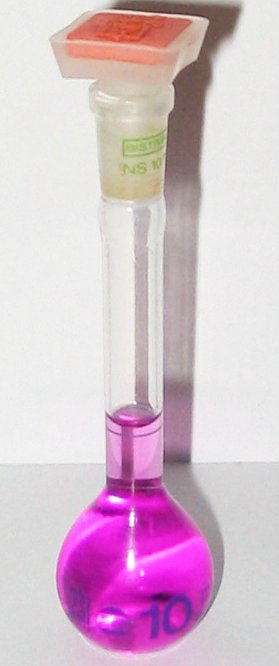
Permanganat de potasiu dizolvat în apă

Permanganatul de potasiu este un reactiv chimic des utilizat în laboratoare datorită proprietăților oxidante, dar și în medicină ca dezinfectant și pentru tratarea externă a bolilor infecțioase ale pielii. Se folosește de asemenea pentru tratarea bolilor parazitare ale peștilor.
Oxidul-bioxidul de mangan(IV) este folosit în baterii electrice (este depus ca substanță neagră în jurul electrodului pozitiv al bateriilor clasice, saline, cu rol de depolarizator) și poate fi folosit pentru decolorarea sticlei care a fost contaminată cu cantități microscopice de fier.
În concentrații mai mari, compușii de mangan, în special bioxidul de mangan, sunt cei care dau culoarea ametistului și pot da și sticlei, ceramicii sau cărămizilor o culoare violetă, maronie sau neagră (în funcție de modul de obținere și de compoziția sticlei).
Bioxidul de mangan este folosit de asemenea pentru obținerea oxigenului și clorului.
Unii compuși ai manganului sunt adăugați în benzină pentru a mări cifra octanică și a reduce problemele de ardere în motoare.
Bioxidul de mangan este folosit ca reactiv în chimia organică pentru oxidarea alcoolilor benzilici.
Oxidul de mangan este un pigment maroniu folosit în fabricarea vopselelor.
Fosfatul de mangan este folosit pentru împiedicarea apariției ruginii și a coroziunii la oțeluri. De asemenea, el este utilizat în bateriile alcaline de tip nou.
Sulfatul de mangan, MnSO4 este utilizat ca adaos pentru îngrășăminte.
Rodocrozitul, carbonatul de mangan, este folosit datorită aspectului său la realizarea de obiecte de podoabă.

### Înlocuitori
Manganul nu are înlocuitori satisfăcători pentru principalele sale aplicații, legate de utilizarea ca element de aliere. În unele din aplicațiile sale secundare (de exemplu acoperirile cu fosfat de mangan) se pot folosi ca înlocuitori zincul și vanadiul. În fabricarea de baterii, bateriile standard și alcaline ce conțin mangan vor fi probabil înlocuite pe viitor cu baterii pe bază de litiu.

## Răspândire
Manganul nu se găsește în stare pură în natură. Totuși, sub formă de diverse combinații, el apare în sol în proporție de până la 900 ppm și astfel este, după fier, al doilea metal greu ca răspândire.
Principalul minereu de mangan este piroluzitul (MnO2). Alte minereuri importante sunt psilomelanul ((Ba,H2O)2Mn5O10), hausmannitul (Mn3O4), rodocrozitul (MnCO3), rodonitul (MnSiO3), braunitul (Mn2O3), manganitul (Mn2O3·H2O) și
manganozitul (MnO).
Peste 80% din zăcămintele manganoase cunoscute se găsesc în Africa de Sud (Hotazel) și Ucraina. Alte depozite importante de mangan se află în China, Australia (Groote Eylandt), Brazilia, Gabon, India, Georgia (Chiatura) și Mexic.
Cantități importante de mangan se găsesc și în nodulii polimetalici (numiți și noduli de mangan) pe fundul oceanelor. Acești noduli conțin mangan în proporție de 1,5 până la 50%, precum și fier, nichel, cobalt, cupru etc. Încercările de a găsi metode eficiente de a colecta nodulii de mangan au fost însă abandonate în anii 1970.

## Producere

### Producere la scară industrială
Minereurile de mangan nu pot fi reduse cu carbon la elementul pur, datorită formării de carburi stabile.
Manganul metalic se obține în special prin electroliză din soluții de sulfat de mangan (II),  MnSO4. O altă posibilitate, rar aplicată, este reducerea prin folosirea procedeului aluminotermic sau silicotermic.

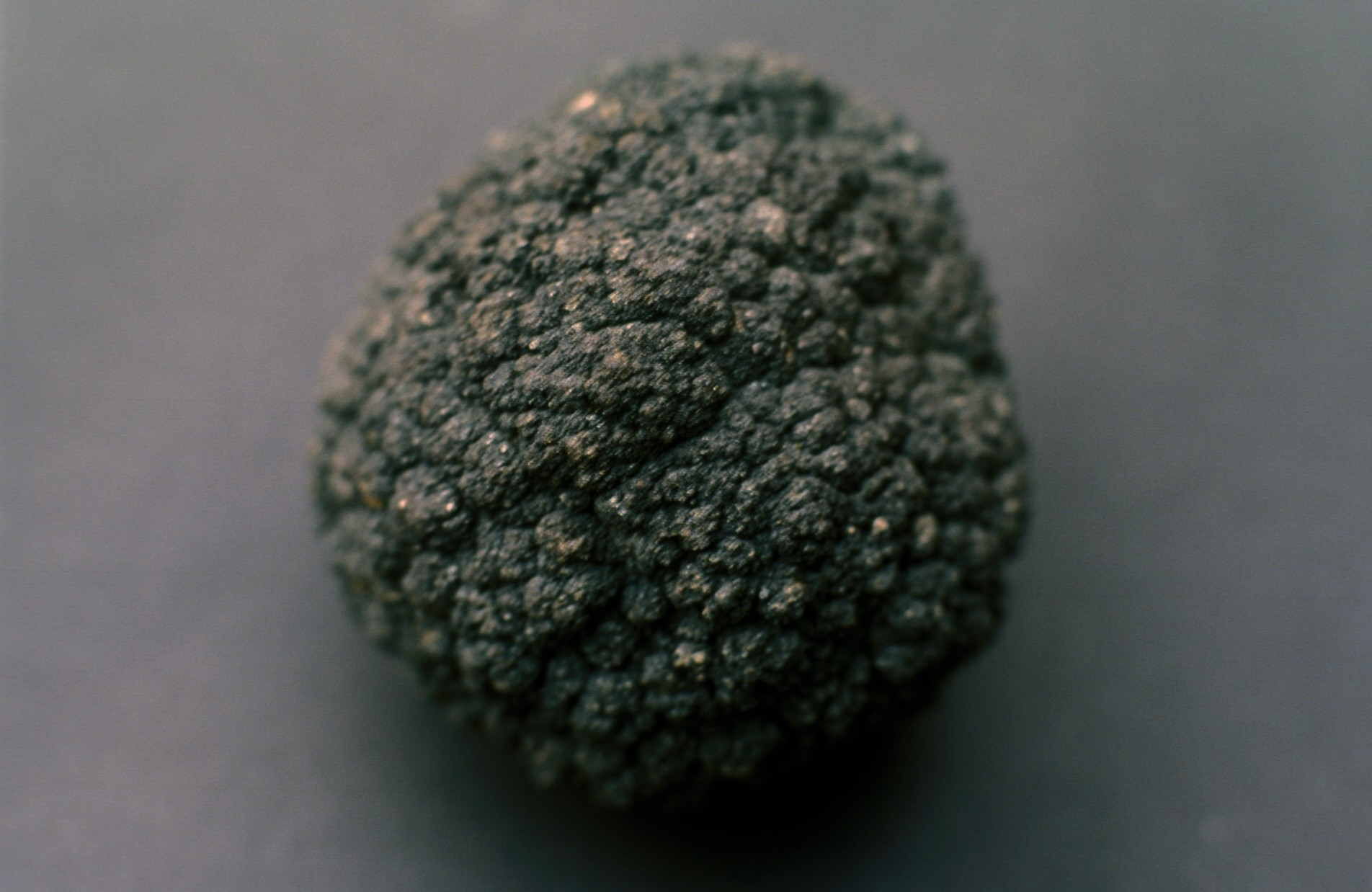
Nodul de mangan (lățimea imaginii: 20 cm)

| Rang | Țara          | Producția(în mii t) |
| ---- | ------------- | ------------------- |
| 1    | Africa de Sud | 2200                |
| 2    | Brazilia      | 1600                |
| 3    | Gabon         | 1550                |
| 4    | Australia     | 1500                |
| 5    | China         | 1200                |
| 6    | Ucraina       | 770                 |
| 7    | India         | 650                 |
| 8    | Mexic         | 133                 |
| -    | Alte țări     | 1390                |
| -    | Total mondial | 11000               |

## Utilizare
Manganul este un element foarte important în fabricarea oțelurilor, datorită proprietăților sale de legare a sulfului și de dezoxidare. În prezent, cererea de mangan din metalurgia feroasă reprezintă cca. 85% - 90% din totalul cererii mondiale. În general se folosește pentru alierea oțelurilor, sub formă de feromangan sau de silicomangan. Feromanganul se obține prin reducerea oxidului de fier, Fe2O3 și a bioxidului de mangan, MnO2, cu cărbune (cocs) în furnal.
În oțelurile inoxidabile, manganul poate fi folosit ca un înlocuitor ieftin al nichelului.
O categorie specială de oțeluri, în care manganul, introdus în proporție de până la 14%, joacă un rol deosebit, sunt oțelurile austenitice manganoase, numite și oțeluri Hadfield. Acestea au o rezistență foarte ridicată la uzură și se folosesc pentru diverse piese și utilaje pentru minerit, cariere de piatră, construcții de drumuri, căi ferate etc.
Aliajele cupru-mangan-nichel, de exemplu manganinul, se utilizează la fabricarea de rezistori a căror funcționare nu este influențată de temperatura de lucru.
În bronzuri, manganul se poate adăuga în proporție de 5-15% pentru a mări rezistența la coroziune.
Metalul este folosit uneori și ca element de aliere în monede, de exemplu în monedele de 1 și 2 euro și în monedele de 1 dolar (începând din 2000).

## Rolul elementului în biologie
Manganul este un microelement esențial în toate formele de viață. Necesarul zilnic pentru un adult este de 2–3 mg. La plante mărește rezistența la secetă.
Clasele de enzime care au manganul ca și cofactor sunt foarte largi și includ oxidoreductazele, transferazele, hidrolazele, liazele, izomerazele, ligazele, lectinele și integrinele.
De asemenea, manganul pare să aibă un rol important în utilizarea de către corpul uman a vitaminei B1  și a vitaminei C și în producerea insulinei de către celulele beta din pancreas.
Cele mai mari conținuturi de mangan se găsesc în cereale, legume, ceai și nuci urmate afine, piersici, zmeură, ananas, banane.
O deficiență de mangan în unele plante poate duce la deteriorarea aspectului lor, în special la legume și cereale. Pentru a compensa această deficiență, în îngrășăminte se adaugă sulfat de mangan (MnSO4).

## Măsuri de protecție chimică

### Toxicitate
Compușii manganului sunt mai puțin toxici decât cei ai fierului, nichelului sau cuprului. Totuși, în cantități mari, manganul este toxic. Datorită toxicității sale, expunerea la praf sau vapori de mangan nu trebuie să depășească valoarea de 5 mg/m3 chiar și pentru perioade scurte.
Există numeroase date ce indică efecte neurologice nocive produse de inhalarea pulberii de mangan, respectiv a bioxidului de mangan. Aceasta poate duce la afecțiuni motorice și la tulburări psihice. O formă a bolii Parkinson numită manganism a fost legată de expunerea la mangan a minerilor și muncitorilor din topitorii încă de la începutul secolului 19.  Manganismul este rezistent la formele de terapie uzuale aplicate la formele obișnuite ale bolii Parkinson.
Toxicitatea majorității combinațiilor de mangan este redusă și practic nu s-au înregistrat cazuri de intoxicare după ingerarea acestor combinații.
Soluțiile acide de permanganat  nu pot oxida orice material organic cu care vin în contact Căldura generată de acest proces de oxidare este suficientă pentru a aprinde unele substanțe organice.